# Molophilus fusiformis
Molophilus fusiformis là một loài ruồi trong họ Limoniidae. Chúng phân bố ở miền Australasia.